# Улица Архитекту (Рига)
Улица Архитекту (латыш. Arhitektu iela) — улица в исторической части города Риги, в Центральном районе. Пролегает в северо-восточном направлении, соединяя бульвар Райня и улицу Меркеля; с другими улицами не пересекается.
В створе улицы с двух сторон расположены, соответственно, парковая зона Городского канала и Верманский парк.

## История
Улица была проложена в ходе реконструкции центра Риги в 1860-е годы, вдоль одной из границ земельного участка, на котором в 1866 году началось строительство первого корпуса Рижского политехникума (ныне здание Латвийского университета). В конце того же года улица получила название Архитекторская улица (нем. Architektenstraße).
В начале немецкой оккупации улица получила название Otto-von-Vietinghoff Straße (в честь уроженца Риги барона Отто фон Фитингофа), однако уже в апреле 1942 года было восстановлено название Architektenstraße. Других переименований улицы не было.

## Транспортное значение
Общая длина улицы Архитекту составляет 94 метра. На всём протяжении улица асфальтирована, движение одностороннее (в направлении улицы Меркеля). Ширина проезжей части — 6 метров, по обеим сторонам устроены тротуары. Общественный транспорт по улице не курсирует.

## Застройка

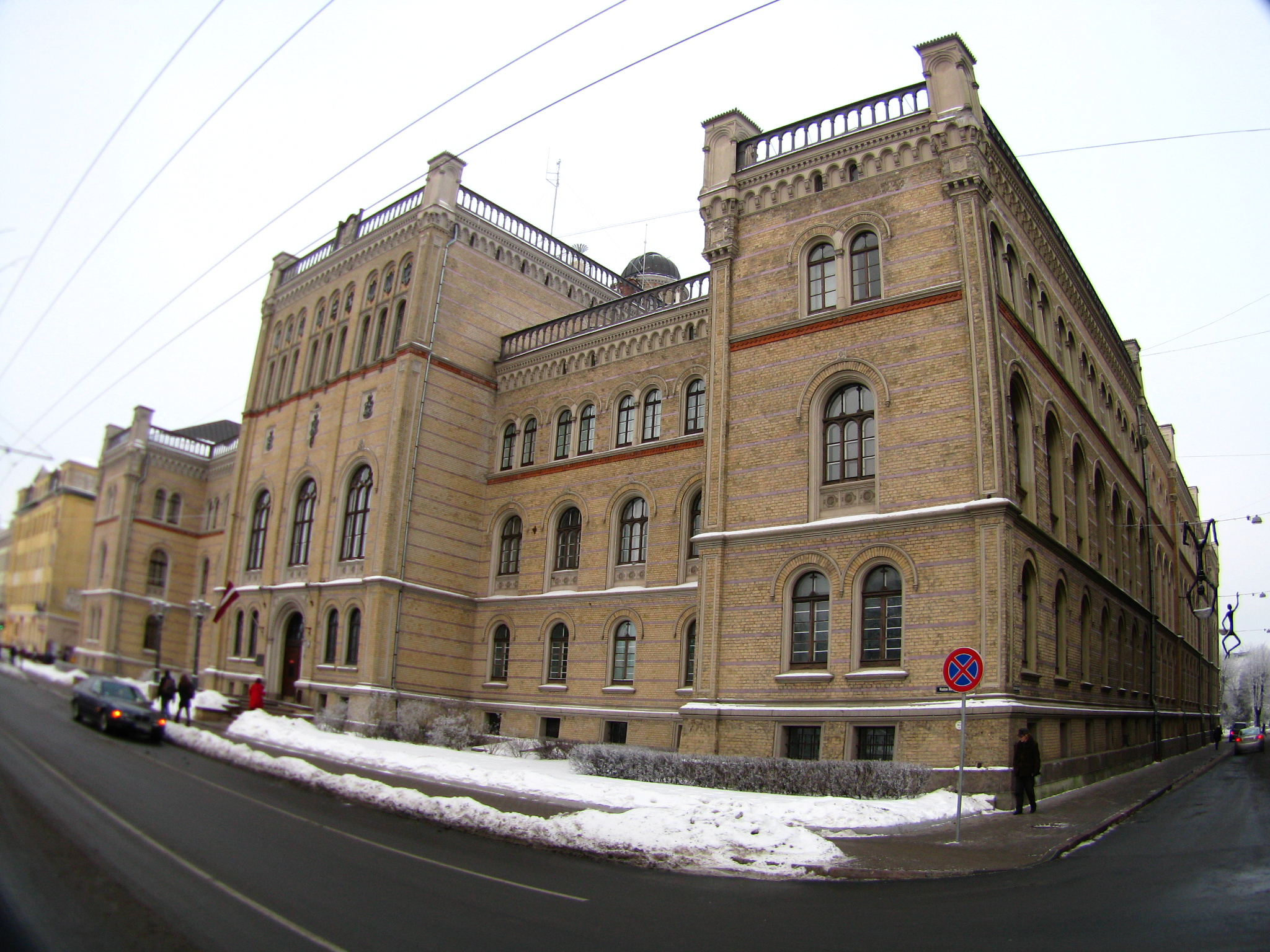
Угол бульвара Райня и улицы Архитекту.
Вид на здание университета.

Современный облик улицы Архитекту сложился к началу Второй мировой войны. Использован метод сплошной застройки без промежутков между зданиями. Дома имеют от 3 до 5 этажей и визуально примерно равную высоту. Почти все здания, выходящие к улице Архитекту, являются памятниками архитектуры.
Всю чётную сторону занимает здание Латвийского университета (архитектор Густав Хилбиг, современный адрес — бульвар Райня, 19), построенное тремя очередями в едином архитектурном стиле: в 1866—1869 годах — корпус по бульвару Наследника (ныне бульвар Райня), выходящий на ул. Архитекту боковым фасадом; в 1876—1878 годах — корпус по улице Паулуччи (ныне Меркеля), также выходящий боковым фасадом, а в 1909 году — соединяющий их корпус вдоль улицы Архитекту.
По нечётной стороне расположено три здания:
- Бульвар Райня, 21 — бывший доходный дом К. фон Рейнгольда (1875, архитектор Роберт Пфлуг). Памятник архитектуры местного значения[5].
- Улица Архитекту, 1 — бывший доходный дом купца К. Биге (1887, архитектор Рудольф Генрих фон Цирквиц[‍d‍]). В межвоенный период в этом здании работали Латвийское общество взаимного кредита, две типографии, детективное бюро, фотохимическая и косметическая лаборатории, несколько мастерских, магазинов и другие предприятия[1].
- Улица Меркеля, 13 — пристройка к зданию Рижского латышского общества (1938, архитектор Эйжен Лаубе) — памятник архитектуры государственного значения[6].